# Стеван Наумов
Стеван Наумов (серб. і макед. Стеван Наумов; 27 жовтня 1920 — 12 вересня 1942) — югославський македонський студент, партизан Народно-визвольної війни, Народний герой Югославії.

## Біографія
Народився 27 жовтня 1920 в Бітолі. Закінчив школу та гімназію, у 1938 році вступив до Белградського університету на технічний факультет. Займався активною громадською діяльністю, був членом літературного гуртка, поглиблено займався вивченням німецької мови і літератури. Перекладав тексти спеціально для організації «Твереза молодь», також мав відмінну фізичну силу і вважався одним із найкращих гімнастів. У школі познайомився з Кузманом Йосифовським, майбутнім народним героєм, за допомогою якого і зацікавився теорією марксизму.
Під час навчання в Белграді брав участь у маніфестаціях і демонстраціях, після однієї з них був затриманий поліцією і засуджений до арешту на шість днів у в'язниці «Главняча», після чого засланий додому. Повернувшись у Белград, він повторно потрапив у в'язницю. У 1939 році вступив в Союз комуністів Югославії, у 1940 році обійняв посаду секретаря міськкому.
Після нападу Німеччини на Югославію почав поширювати матеріали із закликами до збройної боротьби проти німців. Купував зброю і формував кілька перших збройних загонів. У квітні 1942 року сформував партизанський загін «Пелістер», серед партизан отримав псевдонім «Стів». 6 травня 1942 року Стів особисто застрелив поліцейського коменданта Бітоли, а у серпні брав участь в боях за село Кожани проти болгарських військ.
12 вересня 1942 року Стеван і Димитр Богоєвський прийшли у село Болно і заночували в одному з будинків. Болгарська поліція, котра розшукувала партизанів, оточила будинок та наказала партизанам здатися. Стеван і Димитр відкрили вогонь по поліцейських. Коли у них не залишилося патронів, вони підірвали себе останньою гранатою.
Указом Президії Антифашистського віче народного визволення Югославії від 29 липня 1945 Стеван Наумов був посмертно нагороджений званням Народного героя Югославії.